# Kensal Rise (stacja kolejowa)
Kensal Rise – stacja kolejowa w Londynie, na terenie London Borough of Brent, zarządzana i obsługiwana przez London Overground jako część North London Line. W roku statystycznym 2008/09 liczba korzystających z niej pasażerów wyniosła ok. 767 tysięcy osób.